# Dendroplex picus
Dendroplex picus là một loài chim trong họ Furnariidae.